# Бачалък
Бачалък (на албански: Baçallëk) е село в Албания, в община Поградец, област Корча.

## География
Селото е разположено на 4 km югоизточно от Старово (Бучимас) и на 5 km от Поградец. Намира се южно от Охридското езеро, до границата със Северна Македония.

## История
До 2015 година селото е част от община Старово (Бучимас).